# 경성여자사범학교
경성여자사범학교(京城女子師範學校)는 1935년 10월 26일에 개교한 사범학교이다. 원래 보통학교(초등학교)를 졸업하고 들어가는 중등학교였다가 1943년 전문학교급으로 승격되었다 해방 후에 1946년 8월 22일 서울대학교가 발족되면서 서울대학교 사범대학에 흡수되어 대학기관으로 승격되었다.

## 연혁
- 1935년 10월 26일 - 경성여자사범학교 신설
- 1936년 4월 1일 - 여자강습과(女子講習科)를 경성사범학교로부터 이관받음
- 1938년 4월 1일 - 제 3차 조선교육령으로 사범학교의 수업연한이 변경. 여자사범학교는 6년 (보통과 4년, 연습과 2년) 이 됨.
- 1943년 - 사범학교 규정 발표. 중등학교에서 전문학교로 승격. 보통과를 예과(豫科), 연습과를 본과(本科)로 개편
- 1945년 9월 24일 - 광복 이후 경성여자사범대학으로 변경
- 1946년 8월 22일 - 서울대학교 발족, 서울대학교 사범대학에 병합됨